# Onotoa

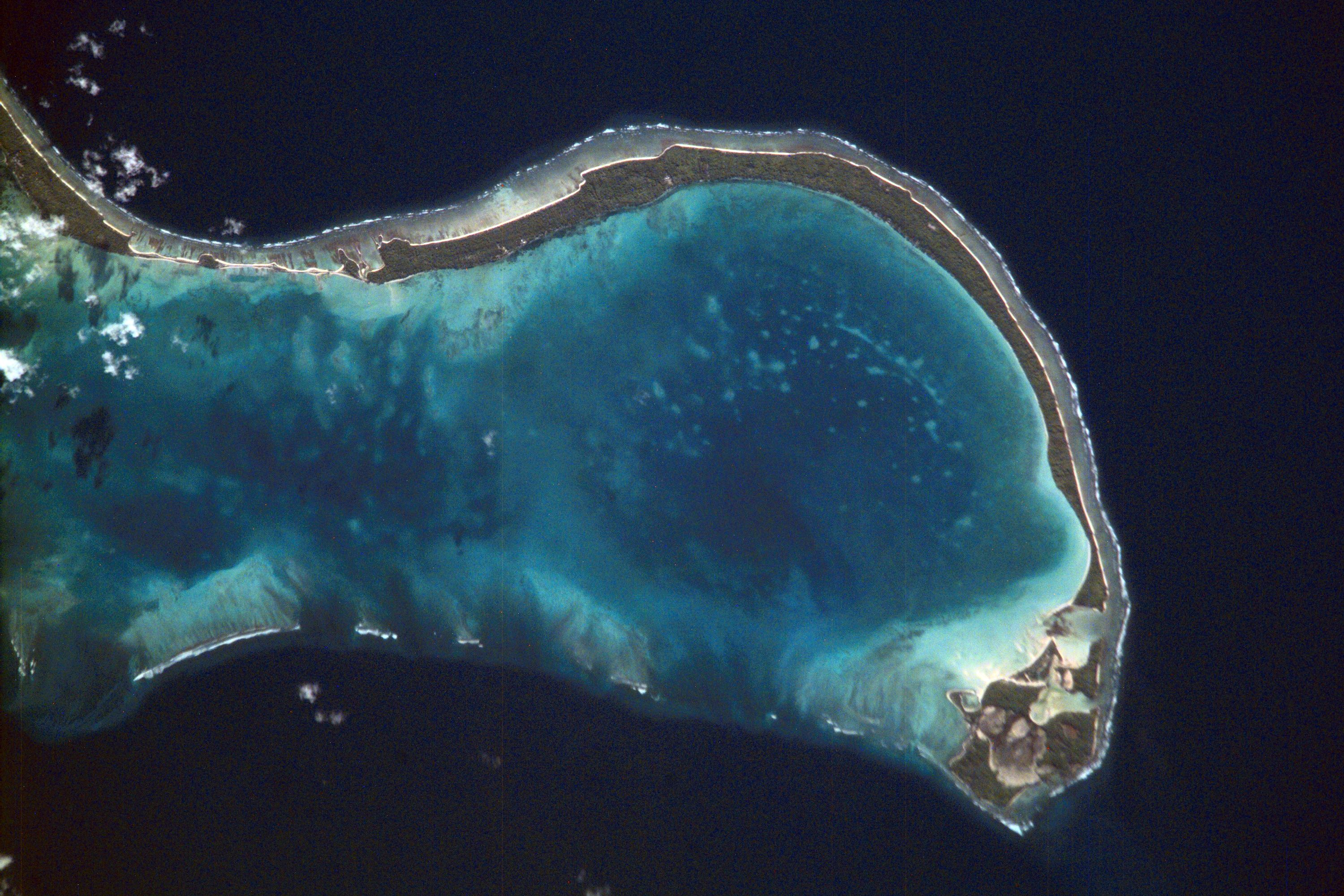

Onotoa là một đảo san hô vòng và một quận của Kiribati. Đảo này thuộc quần đảo Gilbert trong Thái Bình Dương, nằm cách Tamana 65 km (40 mi), và là đảo nhỏ nhất của Gilberts. Dân số của Onotoa trong cuộc điều tra năm 2010 là 1,519 người.
Đảo san hô vòng này có cấu trúc tương tự các đảo khác trong quần đảo Gilbert với một đường liên tục các tiểu đảo và hòn đảo nằm về phía đông. Bờ phía tây bao gồm các rặng san hô ngầm bao quanh bởi các đầm phá.

## Địa lý
Onotoa là một đảo san hô vòng thấp với diện tích 15,62 kilômét vuông (6,03 dặm vuông Anh). Có tất cả bảy ngôi làng ở Tabuarorae, một tiểu đảo nằm về cực nam của hòn đảo kế tiếp là các tiểu đảo Aiaki, Otoae, Temao, Buariki, Tanaeang và Tekawa nằm đầu bắc của đảo. Các dân làng cư ngụ dọc theo đầm phá dọc theo chiều dài đảo. Các cụm tiểu đảo Otoae và Aiaki hiện tại có thể tiếp cận dễ dàng nhờ vào các đường đắp cao được xây dựng từ Temao đến Aiaki. Tabuarorae vẫn không được kết nối với phần còn lại của đảo.
Các cơ sở hạ tầng trải dài khắp đảo, với sân bay nằm gần ngôi làng đầu phía bắc Tekawa, bến tàu và cầu tàu ở tiểu đảo phía nam Tabuarorae, và Trường cấp hai nằm giữa Otowae và Aiaki, và văn phòng Hội đồng ở giữa Temao và Buariki.

## Các vấn đề môi trường
Việc xây dựng đường đắp cao cũng đã gây ra sự giảm dòng nước đáng kể đi vào đầm phá dẫn tới lượng oxy trong đầm bị hạ thấp, hậu quả là làm giảm chất lượng nước. Sự xói mòn và bồi đắp đang xảy ra dọc theo đường bờ biển được xác định có liên quan tới việc khai thác mỏ quá mức, việc lấn biển và xây dựng đường đắp cao được cho là dẫn tới sự thay đổi dòng chảy ven bờ.

## Truyền thuyết và thần thoại
Cái tên Onotoa có nghĩa là 'sáu người khổng lồ'. Truyền thuyết kể rằng một người phụ nữ lưng gù đến từ Tarawa, sống ở ngôi làng Nuatabu, có sau người con trai đã trêu chọc sự khiếm khuyết cơ thể của bà. Bà đã bỏ đi đến Onotoa. Các người con trai đi theo bà và xây dựng nhà cho bà bằng việc chất đống san hô - phần còn lại của các công trình đó là các hòn đảo có thể thấy ngày nay.

## Lịch sử
Năm 1826 Thuyền trưởng Clark của tùa đánh bắt cá voi Anh quốc John Palmer là người châu Âu đầu tiên nhìn thấy Onotoa, theo sau là các tàu của người Mỹ và Nhật Bản.
Bưu điện Onotoa được mở vào năm 1912.